# 学習参考書
学習参考書（がくしゅうさんこうしょ）とは、学習の参考とするために、参照される図書のことである。

## 概要
学習参考書は、学習に用いられる図書のうち、教科用図書（教科書など）の補足などに使われる。学習参考書は、教育課程にしたがって内容が編成された教科用図書（教科書など）と一線を画すために、テーマ別の内容編成や、より学問的な内容編成が行われていることが多い。
『チャート式』（数研出版）に代表されるように、学習内容や知識を網羅的かつ体系的に配列した図書を参考書と呼ぶことが一般的に多いが、広義には、問題集や各種の資料集も含んで参考書と呼ばれることもある。
大学受験向けの分野では、1980年代後半には語学春秋社から出版された、予備校の講義をそのまま活字にしたスタイルの講義型参考書と呼ばれる参考書がヒットした。また、大手予備校は独自の出版部・出版社を有している場合がある。
「学参」と略されることもある。

## 学校参考書を出版する出版社

### 全般
- 旺文社
- KADOKAWA - かつての角川学芸出版を引き継いだもの
- Gakken - いわゆる「学研」「学習研究社」
- 三省堂 - 『化学の新研究』など
- 新興出版社啓林館 - いわゆる「新興出版社」「啓林館」
- 数研出版
- 帝国書院
- 東京出版
- 東京書籍
- 二宮書店 - 地図帳など
- ベネッセコーポレーション
- 文英堂

### 大学受験中心
- いいずな書店
- エール出版
- 京都書房
- 桐原書店
- 研究社
- 語学春秋社
- 聖文新社 - かつての「聖文社」
- 世界思想社教学社 - いわゆる「教学社」
- 日栄社
- 山川出版社
- 山口書店
- ラーンズ - ベネッセホールディングス傘下

### 予備校・学習塾
- 河合出版 - 河合塾傘下
- 駿台文庫 - 駿河台学園（駿台予備学校）傘下
- ナガセ - 東進ハイスクールや四谷大塚の関連書籍を出版
- 日本入試センター - 高宮学園（代々木ゼミナール）傘下。代々木ライブラリーやSAPIXの関連書籍を出版
- みくに出版 - 日能研傘下